# Vallbona d’Anoia
Vallbona d’Anoia (auch Vallbona) ist eine katalanische Gemeinde (Municipio) mit 1.406 Einwohnern (Stand: 2024) in der Provinz Barcelona im Nordosten Spaniens. Sie liegt in der Comarca Anoia. 

## Lage
Vallbona d’Anoia liegt etwa 40 Kilometer westnordwestlich von Barcelona in einer Höhe von ca. 290 m. Der Anoia begrenzt die Gemeinde im Osten.

## Bevölkerungsentwicklung
| Jahr      | 1970 | 1981 | 1991 | 2001 | 2011 | 2021 |
| Einwohner | 817  | 1049 | 1040 | 1027 | 1418 | 1380 |

## Sehenswürdigkeiten

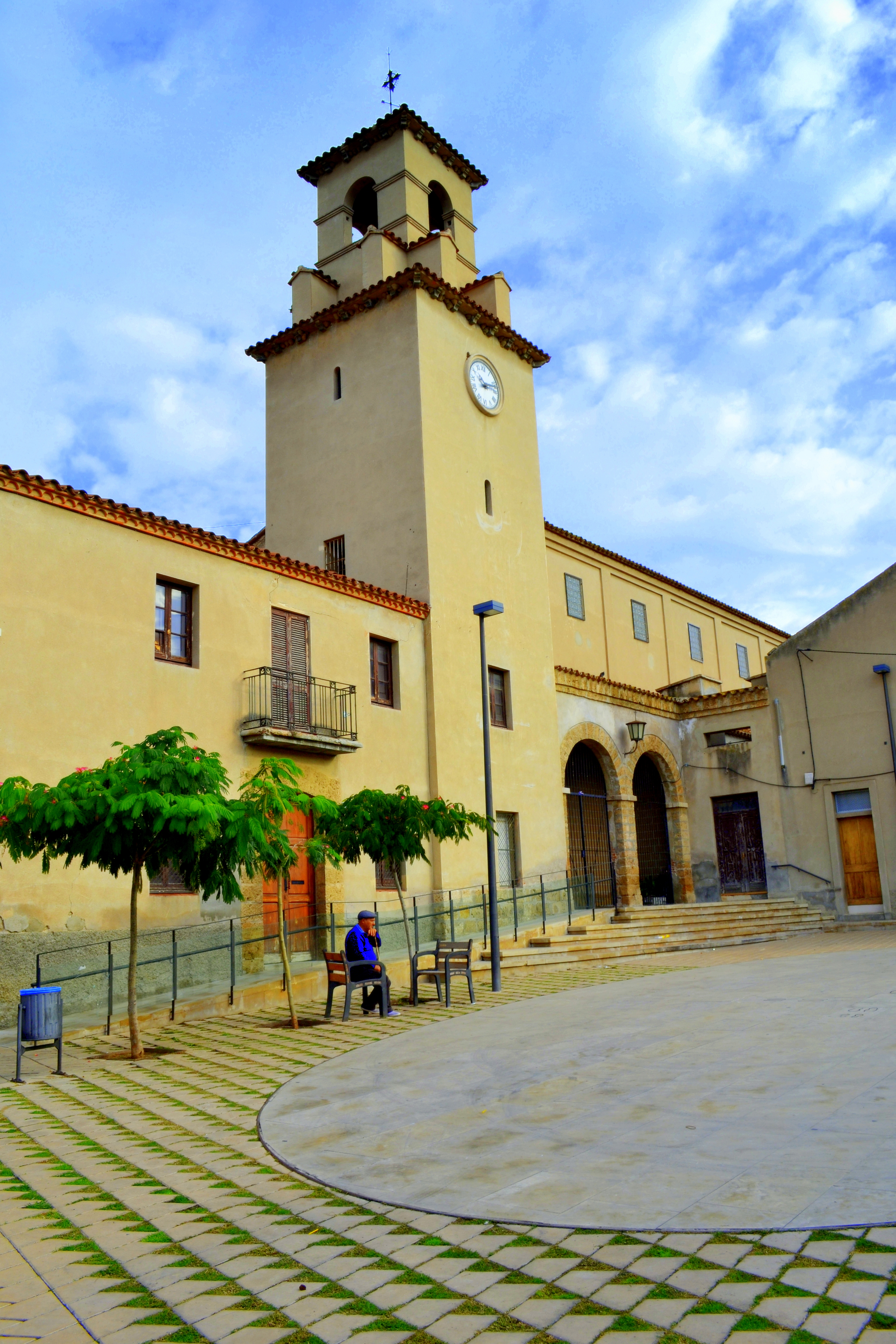
Bartholomäuskirche

- Bartholomäuskirche